# ویروس تی
تی (به انگلیسی: Tyrant virus) 
که به اختصار t-virus شناخته می‌شود، نام یک ویروس     جهش‌های بیولوژیکی است که در سری از  این ویروس توسط جیمز مارکوس ساخته شد. مارکوس یکی از بنیانگذاران شرکت آمبرلا بود که این ویروس را با کمک آزمایش‌های گوناگون بر روی DNA زالو و ویروس مادر کشف کرد. ویروس تی، شکل دهنده و توجیه‌کننده بیشتر بازی‌ها و فیلم‌های سری رزیدنت ایول است و تبدیل شدن انسان به زامبی ناشی از ابتلای شخص به این ویروس است. این ویروس چند مرحله تکاملی را نیز پشت سر گذاشت که دانشمندانی چون ویلیام برکین و آلبرت وسکر در تکامل تدریجی این ویروس، برای نتایج بهتر و مورد دلخواه آمبرلا نقشی اساسی را انجام دادند این ویروس با هدف ساخت انسان‌های برتر از نظر ژنتیکی ساخته شد اما باعث شد تا فقط بعضی از انسان‌ها که از نظر ژنتیکی برتر از سایرین بودند بتوانند با آن سازگاری کنند و عموم انسان‌ها بمیرند و دوباره و در حالی که فقط گرسنگی را میفهمند و نه چیز دیگر را بیدار شده و به زندگی برگردند.